# Sonda per introduzione diretta
In spettrometria di massa la sonda per introduzione diretta è una parte dello spettrometro usata per l'introduzione del campione. Si utilizza per introdurre campioni solidi o liquidi altobollenti.
Si indica comunemente con il termine inglese solid probe.

## Meccanismo
Il campione viene inserito in una precamera nella quale viene fatto il vuoto. Quando il livello di vuoto è sufficiente il campione viene inserito nella camera dove sarà poi ionizzato.
Per i liquidi bassobollenti si utilizza invece un altro sistema di introduzione: si collega una fiala alla camera di ionizzazione e nella giuntura si mette un restrittore in modo da non sbilanciare il vuoto.